# Finansväsen
Finansväsendet är den del av näringslivet och samhället i övrigt vars huvudsakliga sysselsättning har en direkt koppling till de finansiella marknaderna. Dit hör bland annat banker, värdepappersinstitut och aktiebörser.